# جورج مان (ممثل)
جورج مان (بالإنجليزية: George Mann)‏ هو ممثل أمريكي، ولد في 2 ديسمبر 1905 في هوليوود في الولايات المتحدة، وتوفي في 23 نوفمبر 1977 في سانتا مونيكا في الولايات المتحدة بسبب سرطان.

## أعمال

### أفلام
- (1950) ابنة نبتون

## وصلات خارجية
- جورج مان على موقع IMDb (الإنجليزية)
- جورج مان على موقع قاعدة بيانات برودواي على الإنترنت (الإنجليزية)
- جورج مان على موقع قاعدة بيانات الفيلم (الإنجليزية)